# Braman (Oklahoma)
Braman est une ville du comté de Kay, dans l'État d'Oklahoma, aux États-Unis,. En 2010, elle compte une population de 217 habitants.

## Démographie
Lors du recensement de 2010, la ville comptait une population de 217 habitants, tandis qu'en 2019, elle est estimée à 202 habitants.